# Pleurothallis spathulifolia
Pleurothallis spathulifolia är en orkidéart som beskrevs av Charles Schweinfurth. Pleurothallis spathulifolia ingår i släktet Pleurothallis och familjen orkidéer.
Artens utbredningsområde är Peru. Inga underarter finns listade i Catalogue of Life.